# Supercoupe du Portugal de football
La Supercoupe du Portugal (en portugais, Supertaça Cândido de Oliveira) est une compétition de football qui oppose chaque année le vainqueur du championnat du Portugal au vainqueur de la coupe du Portugal.
Lorsqu'un club réalise le doublé coupe/championnat la même année, cette supercoupe oppose le champion du Portugal au finaliste de la coupe du Portugal.

## Palmarès

Supertaça Cândido de Oliveira

Le palmarès de la supercoupe du Portugal de football est :
| Année | Vainqueur             | Score                                  | Finaliste            | Lieu                                       |
| ----- | --------------------- | -------------------------------------- | -------------------- | ------------------------------------------ |
| 1979  | Boavista (1)          | 2 - 1                                  | FC Porto             | Estádio das Antas, Porto                   |
| 1980  | SL Benfica (1)        | 2 - 2, 2 - 1                           | Sporting CP          | Rencontre aller-retour                     |
| 1981  | FC Porto (1)          | 0 - 2, 4 - 1                           | SL Benfica           | Rencontre aller-retour                     |
| 1982  | Sporting CP (1)       | 1 - 2, 6 - 1                           | SC Braga             | Rencontre aller-retour                     |
| 1983  | FC Porto (2)          | 0 - 0, 2 - 1                           | SL Benfica           | Rencontre aller-retour                     |
| 1984  | FC Porto (3)          | 0 - 1, 1 - 0 3 - 0, 1 - 0              | SL Benfica           | Rencontre aller-retour puis matchs d'appui |
| 1985  | SL Benfica (2)        | 1 - 0, 0 - 0                           | FC Porto             | Rencontre aller-retour                     |
| 1986  | FC Porto (4)          | 1 - 1, 4 - 2                           | SL Benfica           | Rencontre aller-retour                     |
| 1987  | Sporting CP (2)       | 3 - 0, 1 - 0                           | SL Benfica           | Rencontre aller-retour                     |
| 1988  | Vitoria Guimarães (1) | 2 - 0, 0 - 0                           | FC Porto             | Rencontre aller-retour                     |
| 1989  | SL Benfica (3)        | 2 - 0, 2 - 0                           | CF Belenenses        | Rencontre aller-retour                     |
| 1990  | FC Porto (5)          | 1 - 2, 3 - 0                           | Estrela da Amadora   | Rencontre aller-retour                     |
| 1991  | FC Porto (6)          | 1 - 2, 0 - 1 1 - 1 a.p. (4 t.a.b. à 3) | SL Benfica           | Rencontre aller-retour puis match d'appui  |
| 1992  | Boavista (2)          | 2 - 1, 2 - 2                           | FC Porto             | Rencontre aller-retour                     |
| 1993  | FC Porto (7)          | 1 - 1, 0 - 0 2 - 2 a.p. (4 t.a.b. à 3) | SL Benfica           | Rencontre aller-retour puis match d'appui  |
| 1994  | FC Porto (8)          | 1 - 1, 0 - 0 1 - 0                     | SL Benfica           | Rencontre aller-retour puis match d'appui  |
| 1995  | Sporting CP (3)       | 0 - 0, 2 - 2 3 - 0                     | FC Porto             | Rencontre aller-retour puis match d'appui  |
| 1996  | FC Porto (9)          | 1 - 0, 5 - 0                           | SL Benfica           | Rencontre aller-retour                     |
| 1997  | Boavista (3)          | 2 - 0, 0 - 1                           | FC Porto             | Rencontre aller-retour                     |
| 1998  | FC Porto (10)         | 1 - 0, 1 - 1                           | SC Braga             | Rencontre aller-retour                     |
| 1999  | FC Porto (11)         | 2 - 1, 3 - 1                           | Beira-Mar            | Rencontre aller-retour                     |
| 2000  | Sporting CP (4)       | 1 - 1, 0 - 0 1 - 0                     | FC Porto             | Rencontre aller-retour                     |
| 2001  | FC Porto (12)         | 1 - 0                                  | Boavista             | Estádio do Rio Ave FC, Vila do Conde       |
| 2002  | Sporting CP (5)       | 5 - 1                                  | Leixões SC           | Estádio do Bonfim, Setúbal                 |
| 2003  | FC Porto (13)         | 1 - 0                                  | União Leiria         | Estádio D. Afonso Henriques, Guimarães     |
| 2004  | FC Porto (14)         | 1 - 0                                  | SL Benfica           | Estádio Cidade de Coimbra, Coimbra         |
| 2005  | SL Benfica (4)        | 1 - 0                                  | Vitória Setubal      | Estádio Algarve, Faro                      |
| 2006  | FC Porto (15)         | 3 - 0                                  | Vitória Setubal      | Estádio Dr. Magalhães Pessoa, Leiria       |
| 2007  | Sporting CP (6)       | 1 - 0                                  | FC Porto             | Estádio Dr. Magalhães Pessoa, Leiria       |
| 2008  | Sporting CP (7)       | 2 - 0                                  | FC Porto             | Estádio Algarve, Faro                      |
| 2009  | FC Porto (16)         | 2 - 0                                  | Paços de Ferreira    | Estádio Municipal de Aveiro, Aveiro        |
| 2010  | FC Porto (17)         | 2 - 0                                  | SL Benfica           | Estádio Municipal de Aveiro, Aveiro        |
| 2011  | FC Porto (18)         | 2 - 1                                  | Vitoria Guimarães    | Estádio Municipal de Aveiro, Aveiro        |
| 2012  | FC Porto (19)         | 1 - 0                                  | Académica de Coimbra | Estádio Municipal de Aveiro, Aveiro        |
| 2013  | FC Porto (20)         | 3 - 0                                  | Vitoria Guimarães    | Estádio Municipal de Aveiro, Aveiro        |
| 2014  | SL Benfica (5)        | 0 - 0 a.p. (3 t.a.b. à 2)              | Rio Ave              | Estádio Municipal de Aveiro, Aveiro        |
| 2015  | Sporting CP (8)       | 1 - 0                                  | SL Benfica           | Estádio Algarve, Faro                      |
| 2016  | Benfica (6)           | 3 - 0                                  | SC Braga             | Estádio Municipal de Aveiro, Aveiro        |
| 2017  | Benfica (7)           | 3 - 1                                  | Vitória Guimarães    | Estádio Municipal de Aveiro, Aveiro        |
| 2018  | FC Porto (21)         | 3 - 1                                  | CD Aves              | Estádio Municipal de Aveiro, Aveiro        |
| 2019  | SL Benfica (8)        | 5 - 0                                  | Sporting CP          | Estádio Algarve, Faro                      |
| 2020  | FC Porto (22)         | 2 - 0                                  | SL Benfica           | Estádio Municipal de Aveiro, Aveiro        |
| 2021  | Sporting CP (9)       | 2 - 1                                  | SC Braga             | Estádio Municipal de Aveiro, Aveiro        |
| 2022  | FC Porto (23)         | 3 - 0                                  | CD Tondela           | Estádio Municipal de Aveiro, Aveiro        |
| 2023  | SL Benfica (9)        | 2 - 0                                  | FC Porto             | Estádio Municipal de Aveiro, Aveiro        |
| 2024  | FC Porto (24)         | 4 - 3 a.p.                             | Sporting CP          | Estádio Municipal de Aveiro, Aveiro        |
| 2025  | SL Benfica (10)       | 1 - 0                                  | Sporting CP          | Estádio Algarve, Faro                      |

## Bilan
| Rang | Club                 | Vainqueur | Finaliste | Dernier titre |
| ---- | -------------------- | --------- | --------- | ------------- |
| 1    | FC Porto             | 24        | 10        | 2024          |
| 2    | SL Benfica           | 10        | 13        | 2025          |
| 3    | Sporting CP          | 9         | 4         | 2021          |
| 4    | Boavista FC          | 3         | 1         | 1997          |
| 5    | Vitória Guimarães    | 1         | 3         | 1988          |
| 6    | SC Braga             | 0         | 4         |               |
| 7    | Vitória Setúbal      | 0         | 2         |               |
| 8    | CF Belenenses        | 0         | 1         |               |
| -    | Estrela da Amadora   | 0         | 1         |               |
| -    | SC Beira-Mar         | 0         | 1         |               |
| -    | Leixões SC           | 0         | 1         |               |
| -    | UD Leiria            | 0         | 1         |               |
| -    | FC Paços de Ferreira | 0         | 1         |               |
| -    | Académica de Coimbra | 0         | 1         |               |
| -    | CD Aves              | 0         | 1         |               |
| -    | CD Tondela           | 0         | 1         |               |